# 金平鮋
金平鮋為輻鰭魚綱鮋形目鮋亞目平鮋科的其中一種，為溫帶海水魚，分布於東大西洋北海、冰島、巴倫支海至白海；西大西洋加拿大、格陵蘭至美國新澤西州海域，棲息深度100-1000公尺，體長可達100公分，棲息在較深的峽灣、海灣底層水域，會季節性洄游，成群活動，以磷蝦、魚類、櫛水母等為食，繁殖期在夏末至初秋，卵胎生，生活習性不明，可作為食用魚，適合油炸、燒烤食用。

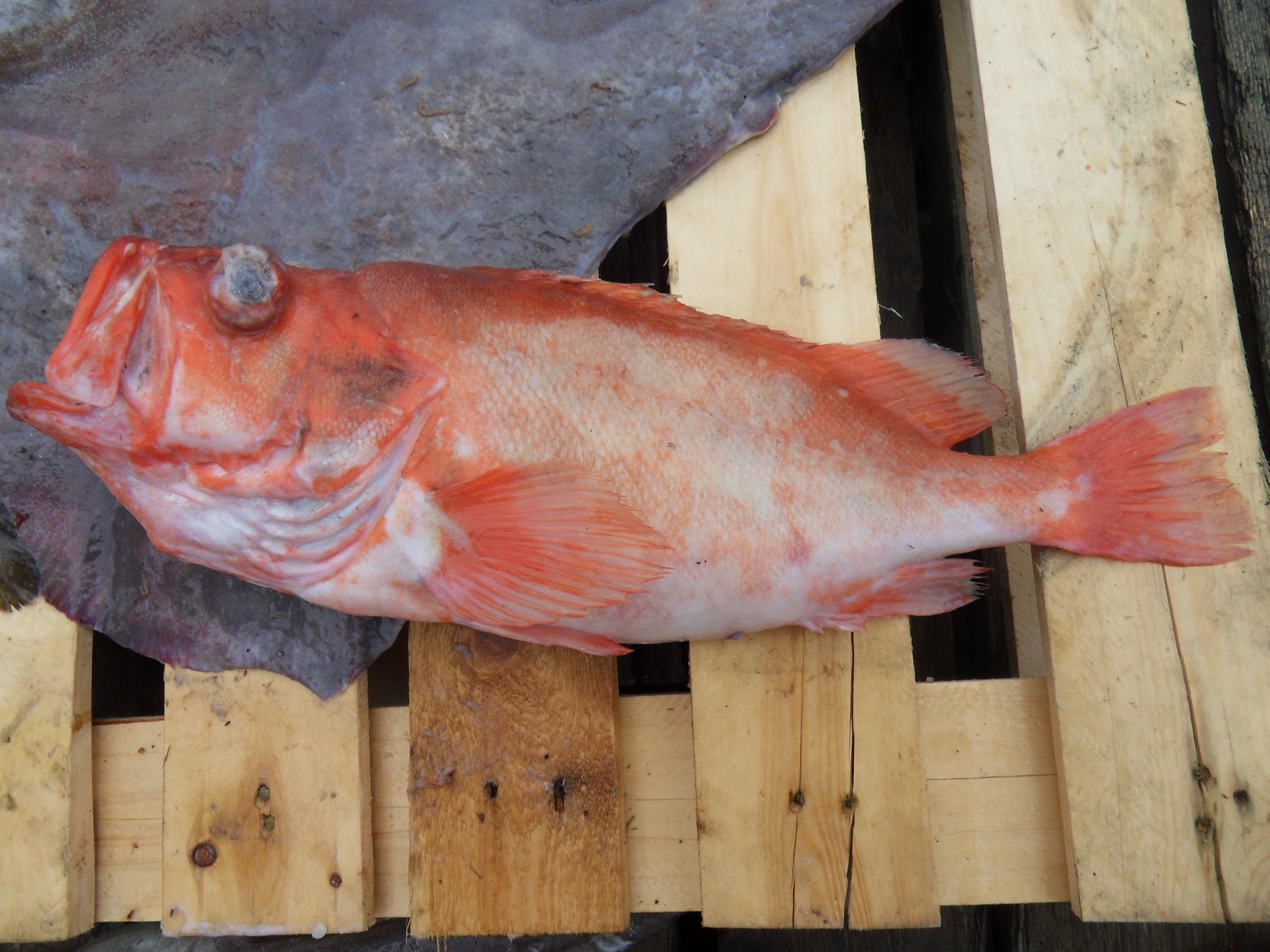

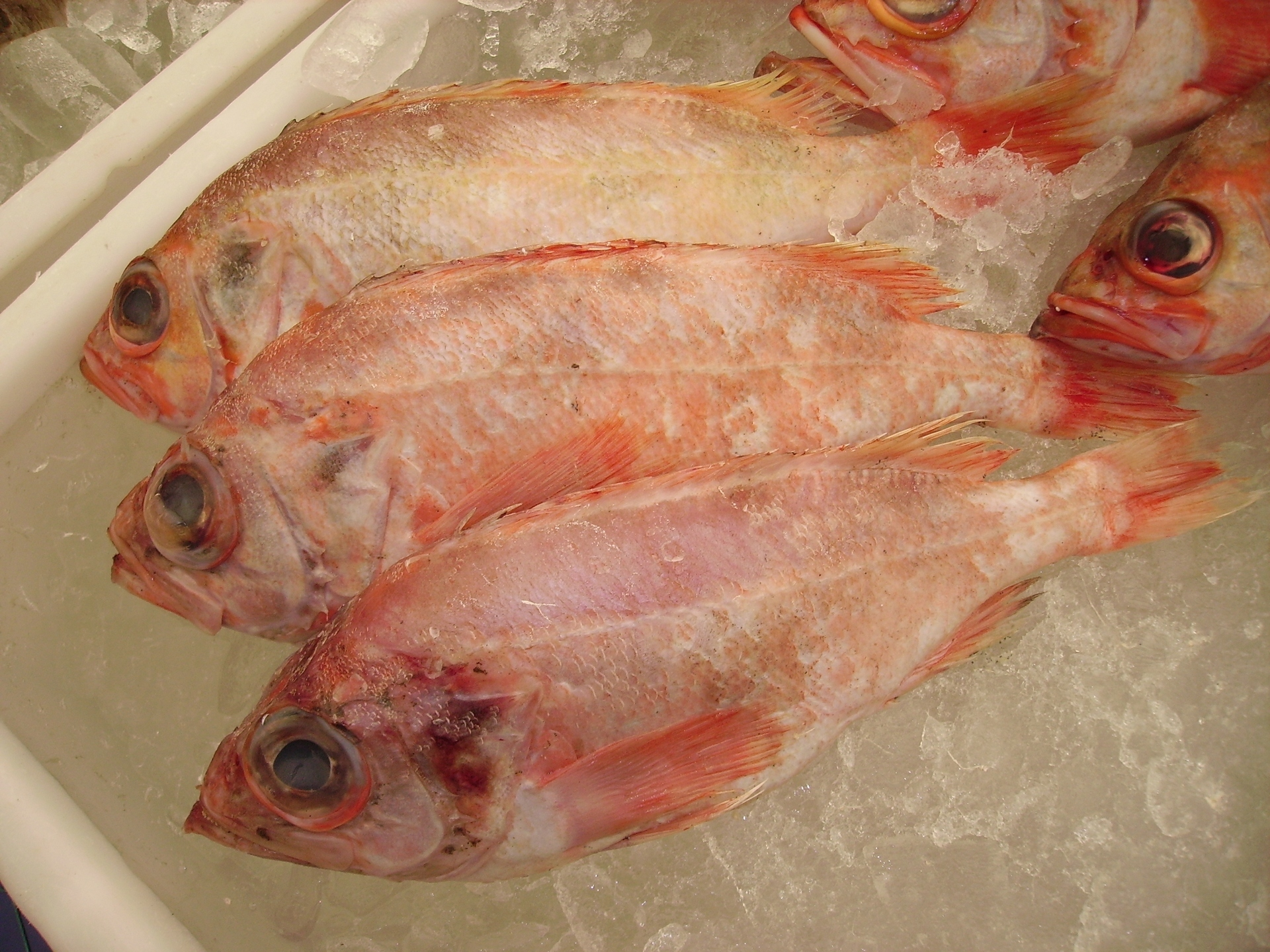